# Pont du Bretou
Le pont du Bretou est un pont médiéval français situé sur le Dropt, dans le département de la Dordogne.
Aussi appelé pont romain, il est pourtant de style et d'époque romane.
Il fait l'objet d'une protection au titre des monuments historiques.

## Localisation
Le pont franchit le Dropt en Bergeracois, au sud-ouest du département de la Dordogne, au nord-est de la bastide d'Eymet, en direction du village de Bretou.

## Historique
Le pont a été bâti au XIIIe siècle sur l'emplacement d'un précédent pont ou d'un ancien gué. Implanté sur le lieu de passage d'une voie romaine qui desservait Marmande et Bergerac, il permettait de relier au Moyen Âge la bastide d'Eymet à la ville de Bergerac.
Il est inscrit au titre des monuments historiques le 16 novembre 1995.

## Architecture
Il comporte trois arches romanes et l'amont est renforcé de deux avant-becs.

## Galerie

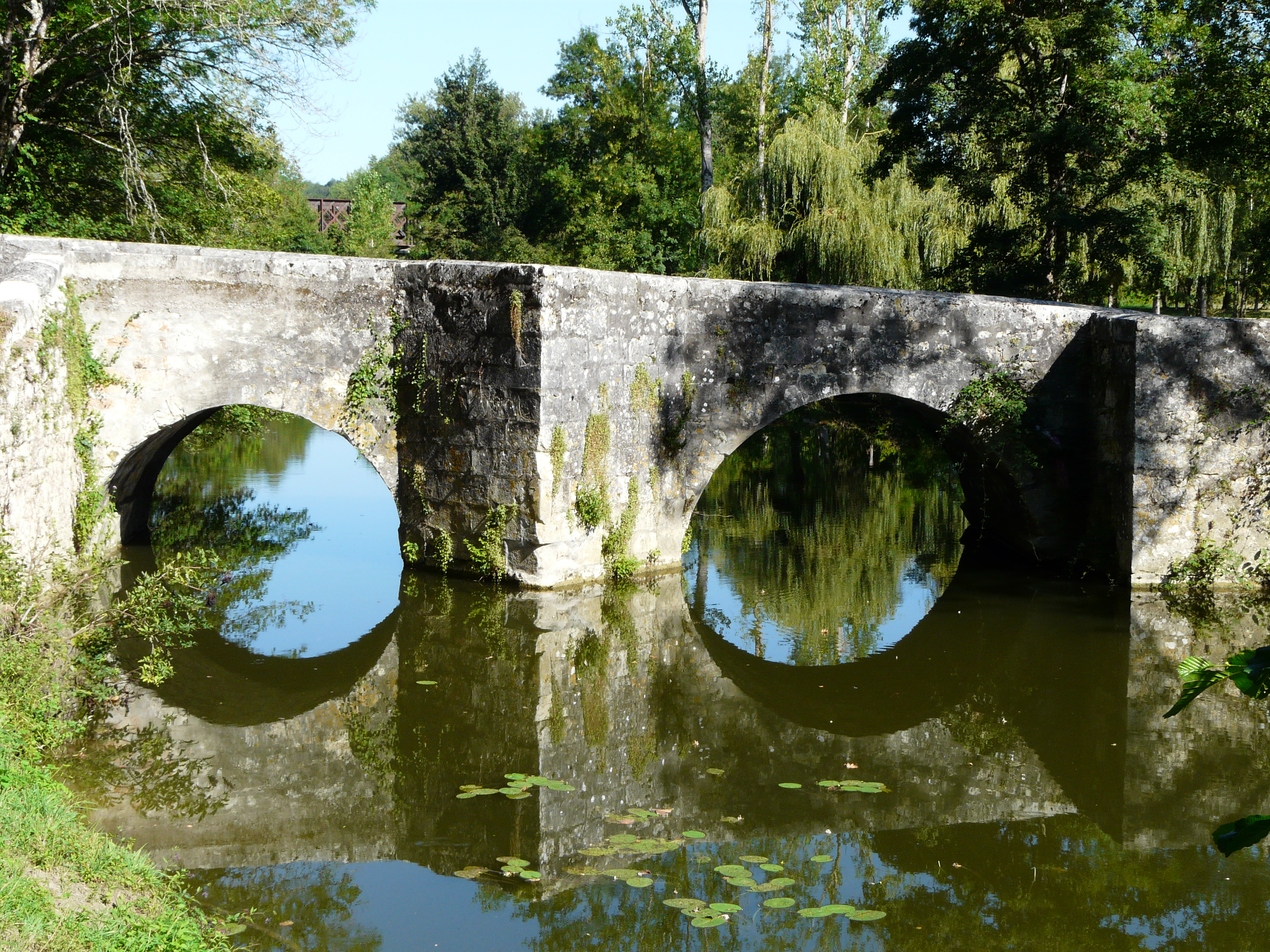
Côté amont.
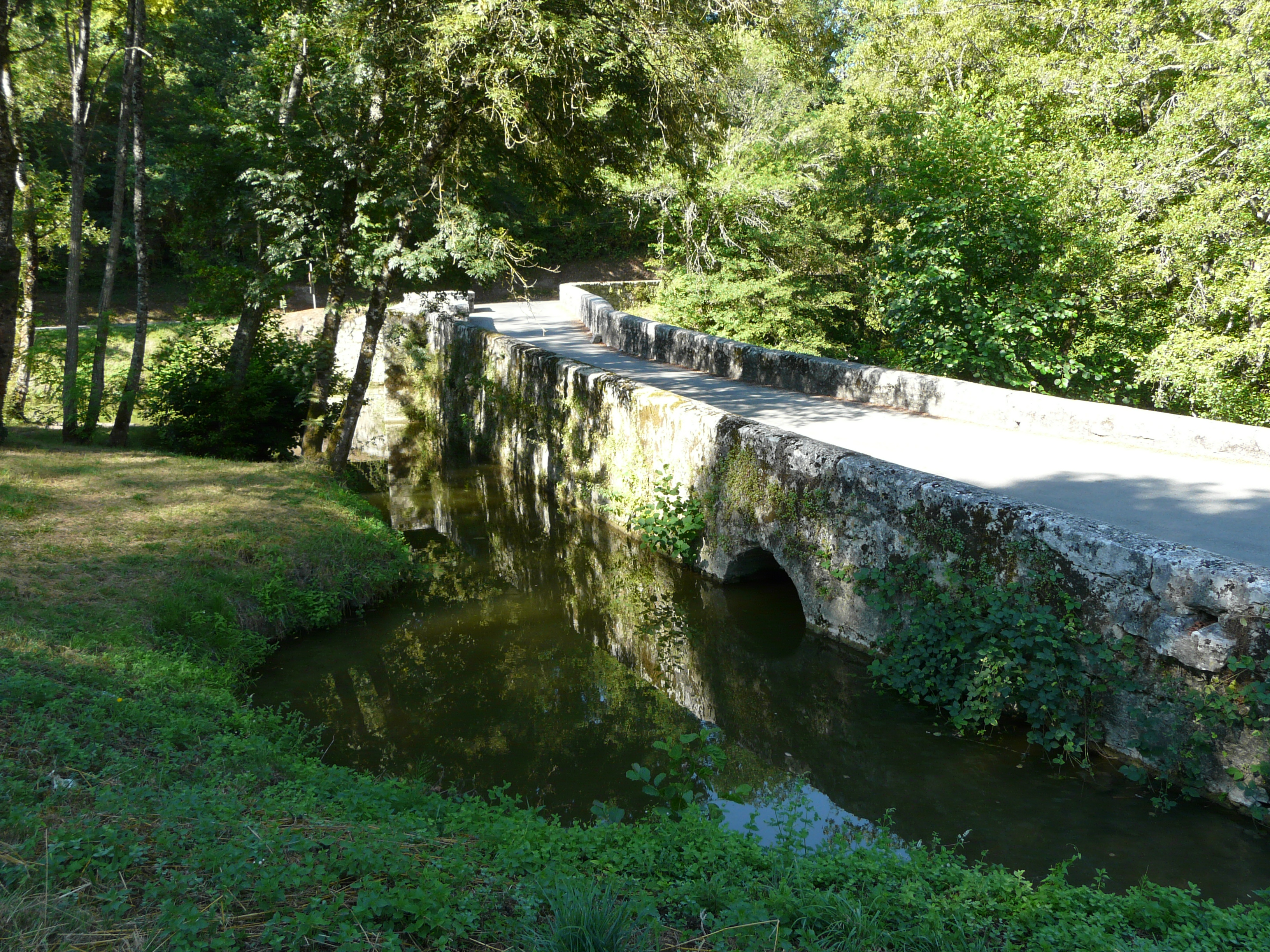
Côté amont.
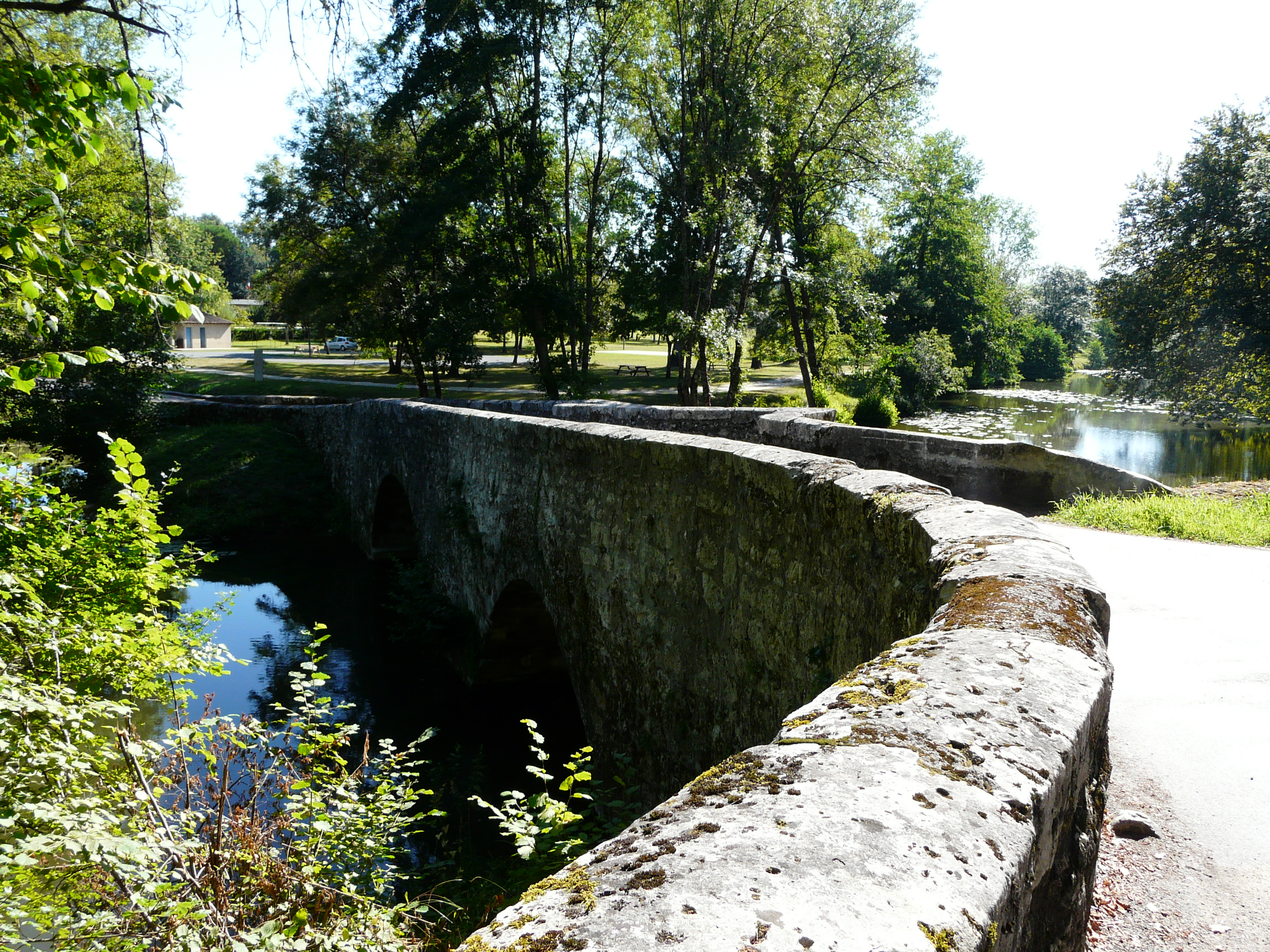
Côté aval.
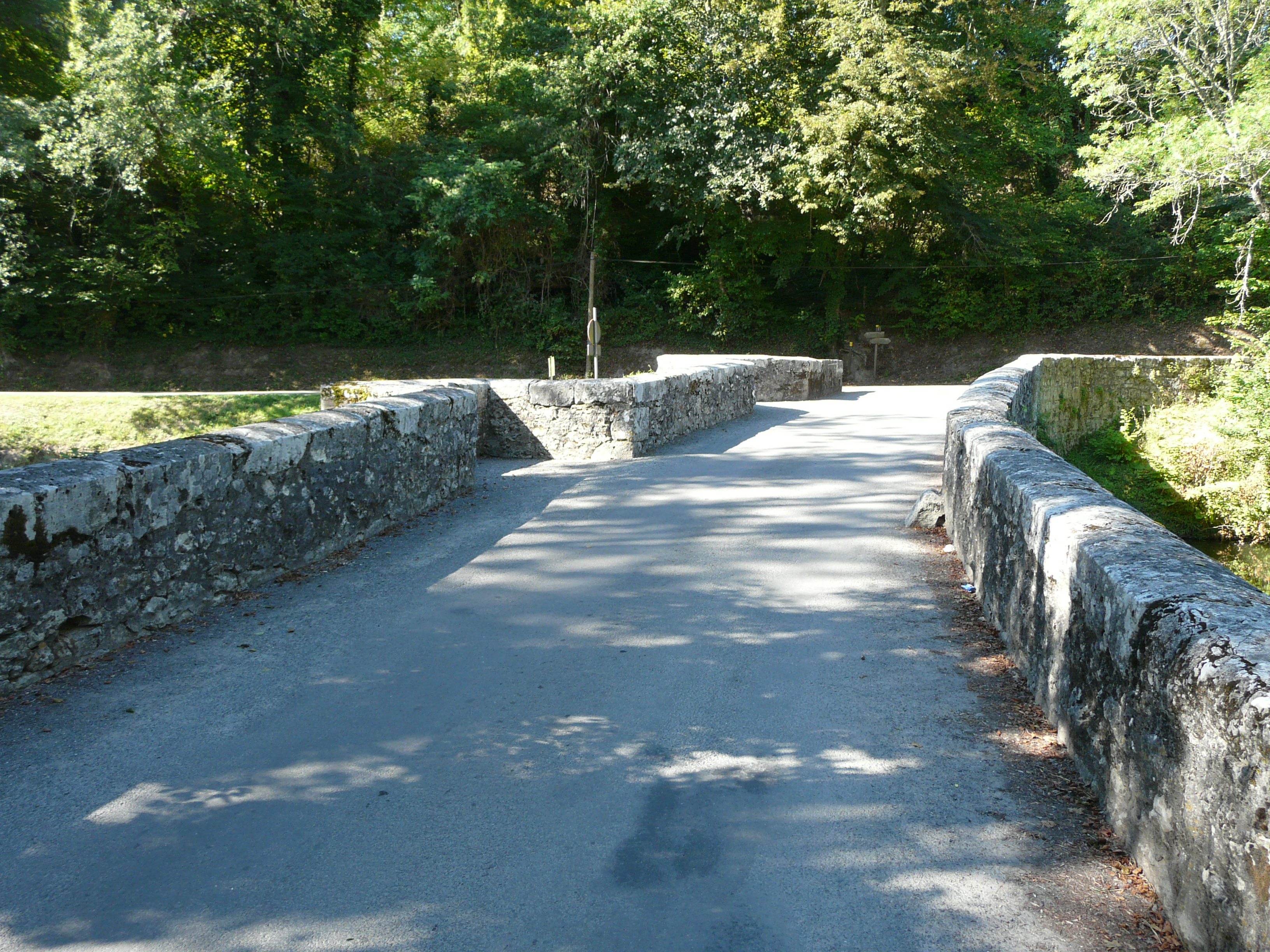
La chaussée.
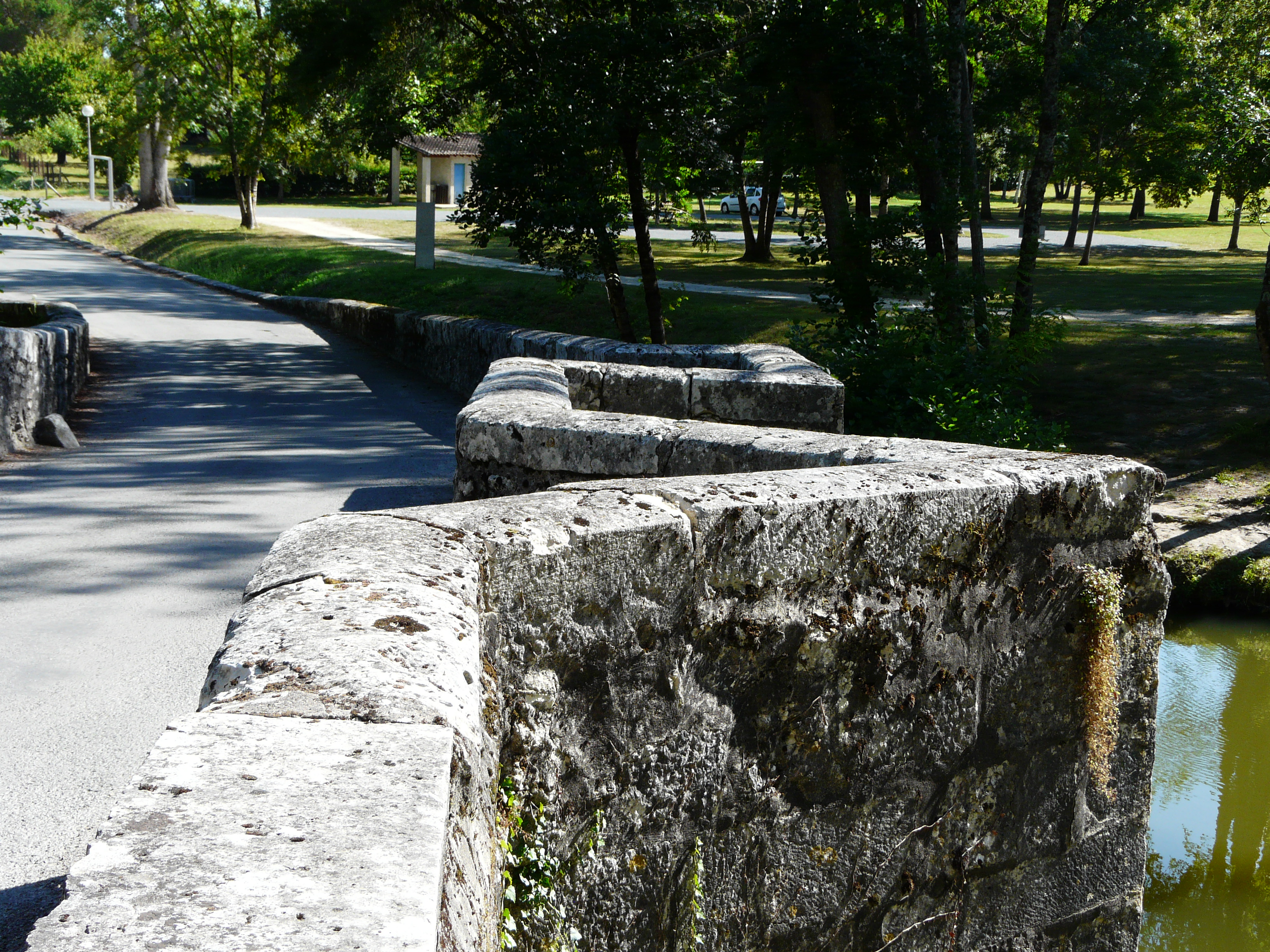
Les deux avant-becs.